# Гранада
Грана́да (исп. Granada [ɡɾaˈnaða]) — город и муниципалитет в Испании, столица провинции Гранада в составе автономного сообщества Андалусия. Муниципалитет находится в составе района (комарки) Вега-де-Гранада. Занимает площадь 88,02 км². Население Гранады составляет 232 208 человек (на 2018 год).

## История
Гранада известна как иберское и финикийское поселение Илиберра ещё с 500 г до н. э. Благодаря защищённому расположению среди окружающих гор и весьма плодородной земле предполагается существование здесь селений ещё в более глубокой древности. После завоевания Пиренейского полуострова римлянами существование поселения под именем Илиберры письменно доказано. После распада Римской империи регион попал под влияние североафриканского государства вандалов, после его распада в 534 году на несколько десятилетий во власть Византии. С начала VII века принадлежал иберийскому государству вестготов.

### Гранадский эмират
В 711 году город был захвачен маврами, и его стали называть на арабский манер — Ильбира. В качестве столицы провинции в 756 году в 10 км к северо-востоку был заложен город Мадинат Ильбира, в то время как район старого поселения стал называться Калат Гарната, откуда и произошло современное название города.
После падения халифата Кордовы в 1012 году власть над городом перешла к берберскому владыке Зави ибн Зири, сделавшему Гранаду резиденцией династии Зиридов, которые правили ей на протяжении 80 лет, превратив её в одно из наиболее процветающих государств южной Андалусии. После их свержения владеть Гранадой стала династия Альморавидов, а после них — султанат Насридов (с 1238 по 1492 годы). При дворе последних видную роль играли благородные Абенсераги.

### Конец Реконкисты
2 января 1492 года насридский правитель Мохаммед XII (Боабдиль) капитулировал перед осаждавшими Гранаду испанцами и передал город, бывший последним оплотом ислама на полуострове, королеве Изабелле Кастильской и королю Фердинанду II Арагонскому. Это событие ознаменовало конец долгого процесса Реконкисты Пиренейского полуострова христианским миром. Согласно договору, заключённому при капитуляции, католическое войско проводило маврское население до побережья, откуда оно отправилось в Северную Африку, в пределы сегодняшнего Марокко. Хотя первоначально договор о капитуляции гарантировал лояльное отношение к побеждённым, вскоре испанцы стали притеснять население, ограничивая его свободу, увеличивая налоги и насильственно обращая в христианство.
31 марта 1492 года в гранадском дворце Альгамбра католическими королями Фердинандом и Изабеллой был подписан знаменитый декрет об изгнании евреев с территории их королевства, получивший название по месту подписания (El Decreto de la Alhambra или Edicto de Granada).
В 1499 году на центральной площади Бибаррамбла в Гранаде по указанию толедского архиепископа Хименеса де Сиснероса были сожжены около десяти тысяч трактатов по исламской теологии, экземпляры Корана и прочие сочинения. Архиепископ сохранил лишь 300 рукописей по философии, истории, медицине и естественным наукам, часть которых была передана в коллегию Сан-Идельфонсо в Алькала. Сожжёнными оказались великолепные манускрипты, шедевры каллиграфического искусства. Параллельно этому произошёл погром нехристианского населения. Существовавший в городе несколько веков еврейский квартал (Ла Худерия) был по большей части разрушен.
На упадок ремесленного производства в Гранаде также повлияло изгнание бывшего мусульманского населения в последующие годы, когда после восстания 1568 года большинство морисков было уничтожено или выселено. В последующие века значение Гранады как торгового и культурного центра заметно снизилось, особенно в связи с утратой ею статуса столицы самостоятельного государства.
С 1492 года Гранада является центром архиепископства, в 1531 году в ней был основан университет (до этого в городе существовало основанное в 1349 году медресе), который особенно в XX веке был главным источником доходов города. И поныне Гранадский университет является одним из самых престижных в Испании и Европе. После окончания диктатуры Франко всё большее значение начал приобретать туризм.

## Достопримечательности

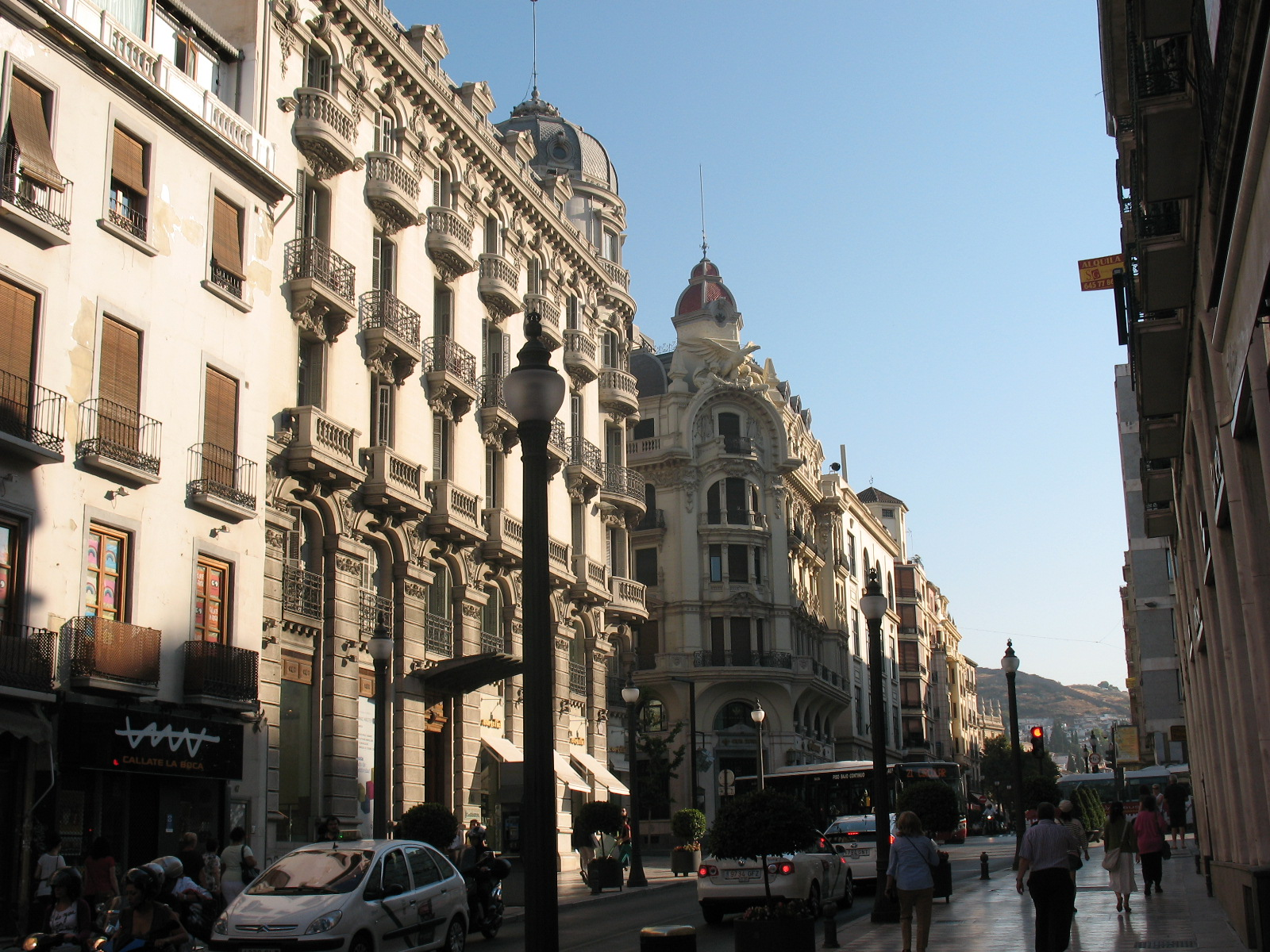
Одна из улиц Гранады

Торговая улочка старой Гранады

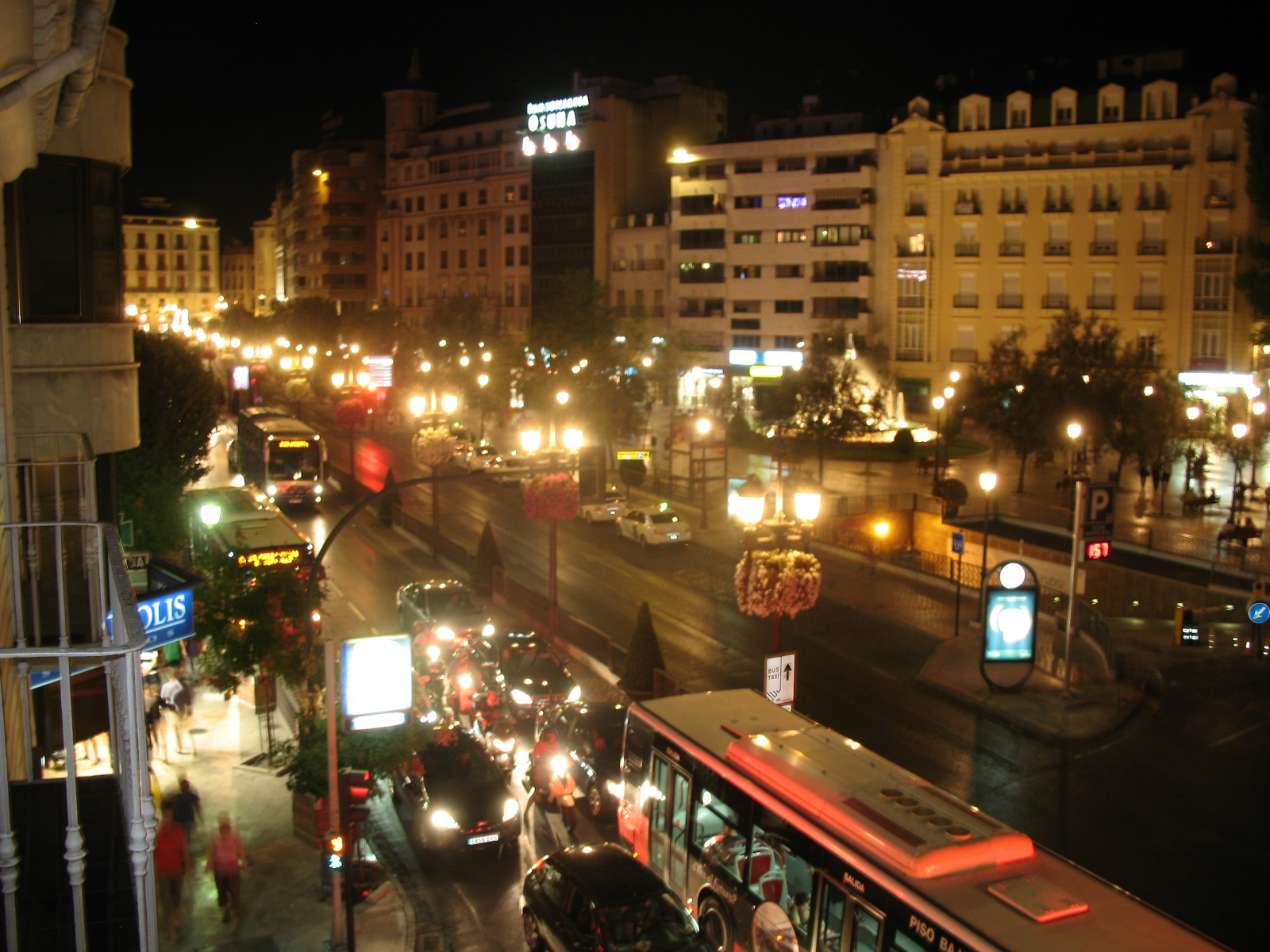
Вечерняя Гранада

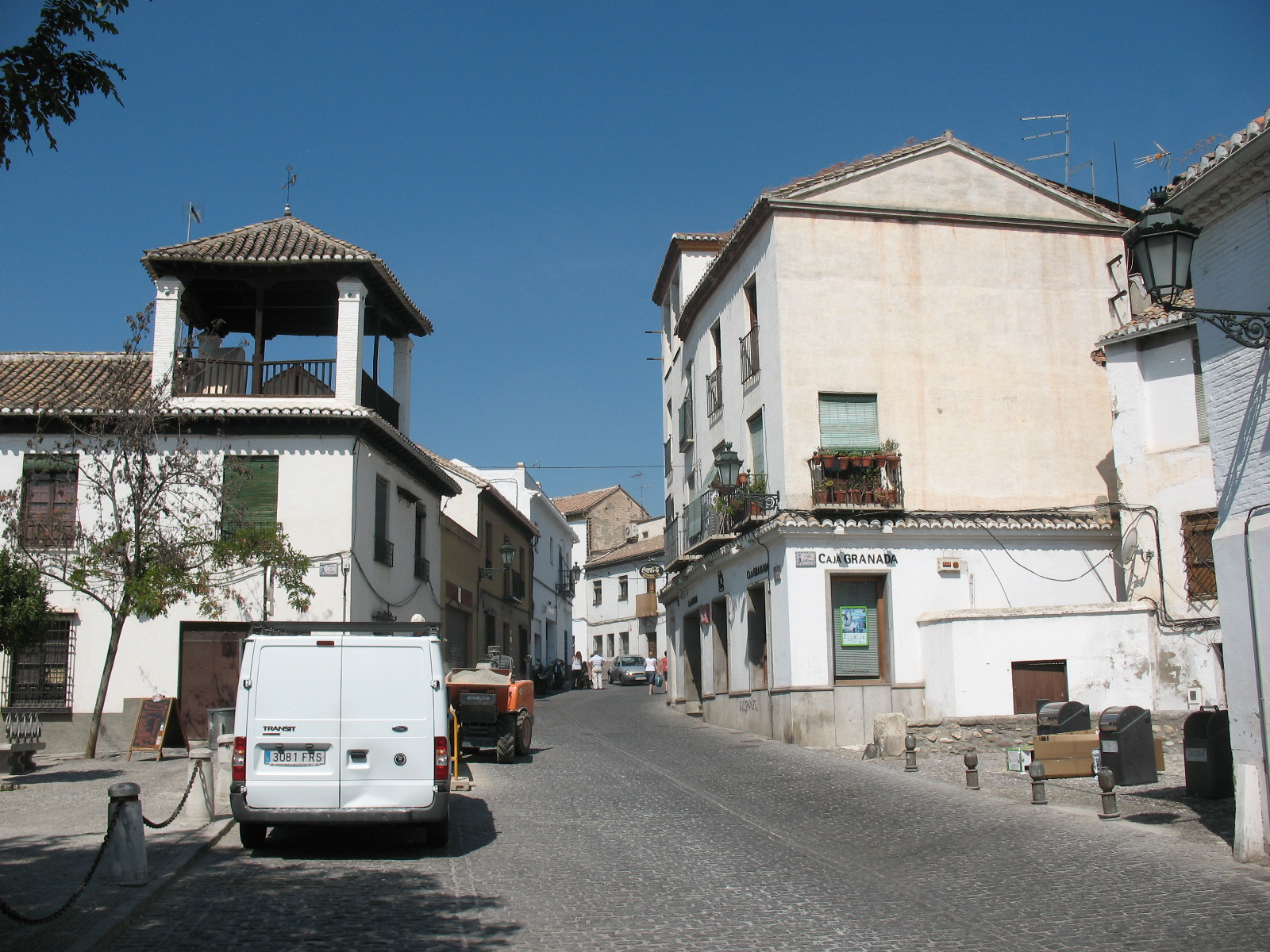
Жилой район Альбайсин в Гранаде

Панорама Гранады

Гранада знаменита многими историческими памятниками архитектуры, унаследованными от маврской эпохи, а также готического периода и ренессанса. К тому же город известен своими мастерскими и цехами гитаростроителей.
К наиболее ярким памятникам маврского периода не только в Гранаде, но и во всей Испании, относится архитектурный ансамбль Альгамбра. Он был построен в XIV веке как резиденция Насридов. В XVI веке по повелению короля Карла V на территории Альгамбры был выстроен дворец, ради которого были разрушены части изначальной застройки. Из уважения к Карлу V власти Испании до сих пор отказываются от раскопок.
Помимо Альгамбры, к достопримечательностям Гранады относятся средневековые стены и сады Хенералифе, бывшие летней резиденцией эмиров.
Альгамбра и Альбайсин, древний жилой квартал мавров, являются сегодня частью мирового культурного наследия ЮНЕСКО. В соседнем Сакромонте можно посетить так называемые «куэ́вас» (пещеры), в которых жили цыгане. Иногда в них и до сих пор живут люди, а некоторые из них являются даже на удивление оснащёнными современными удобствами. В центре города расположен собор эпохи ренессанса. По соседству с ним находится построенная в 1521 году королевская капелла, где покоятся их католические величества Изабелла и Фердинанд. В базилике Святого Иоанна Божьего похоронен основатель ордена госпиталитов.
Кроме этого, в Гранаде имеются археологический музей (исп. Museo Arqueológico y Etnológico de Granada), обсерватория и научный парк (исп. Parque de las Ciencias).

## Население
| 1981     | 1991     | 2001     | 2002     | 2003     | 2004     | 2005     | 2006     | 2007     |
| -------- | -------- | -------- | -------- | -------- | -------- | -------- | -------- | -------- |
| 262 000  | ↘255 200 | ↘243 341 | ↘240 522 | ↘237 663 | ↗238 292 | ↘236 982 | ↗237 929 | ↘236 207 |
| 2008     | 2009     | 2010     | 2011     | 2012     | 2013     | 2014     | 2015     | 2016     |
| ↗236 988 | ↘234 325 | ↗239 154 | ↗240 099 | ↘239 017 | ↘237 818 | ↘237 540 | ↘235 800 | ↘234 758 |
| 2017     | 2018     | 2019     | 2020     | 2021     | 2022     | 2023     | 2024     |          |
| ↘232 770 | ↘232 208 | ↗232 462 | ↗233 648 | ↘231 775 | ↘228 682 | ↗230 595 | ↗232 717 |          |

## Преступность
Баскская террористическая организация ЭТА совершила на территории Гранады ряд террористических акций. 10 февраля 1997 года был взорван в своей машине лидер рабочего движения Гранады Доминго Пуэнте Марин. В 2000 году был убит один из членов Верховного Суда Андалусии Луис Портеро Гарсия.

## Города-побратимы
- Агридженто, Италия
- Белу-Оризонти, Бразилия (2002)[32][33]
- Дубай, ОАЭ
- Корал-Гейблс[вд], США (1989)[32][33]
- Люблин, Польша (10 сентября 2012)[34][35]
- Марракеш, Марокко (1994)[32][33]
- Тетуан, Марокко (1988)[32][33]
- Тлемсен, Алжир (1989)[32][33]
- Фрайбург-им-Брайсгау, Германия (1991)[32][36][…]
- Шарджа, ОАЭ
- Экс-ан-Прованс, Франция (1979)[32][33][…]

## Известные уроженцы
- Педро де Мена — наиболее крупный скульптор XVII века, родившийся и работавший в Гранаде.
- Альфонсо Ceрон (1535—1575) — испанский священнослужитель, шахматист и шахматный теоретик, участник первого в истории международного шахматного турнира.

## В астрономии
В честь города и провинции Гранады назван астероид (1159) Гранада, открытый 2 сентября 1929 года немецким астрономом Карлом Райнмутом в  Гейдельбергской обсерватории.